# Wang Shuhe
Wang Shuhe (Wade-Giles, Wang shu-ho, Jining, China, c. 180 - 270) o Wang Xi fue un médico chino que ejerció cerca del siglo III y habría sido discípulo de Zhang Zhong Jing.  Escribió la obra Maijing, el clásico del pulso, en que desarrolla el estudio de la esfigmología (estudio del pulso) y su importancia en el diagnóstico de enfermedades.

## Su obra
La obra Maijing, el clásico del pulso, la desarrolló a partir del estudio de los textos Nei Jing, el clásico de medicina interna, y Nan Jing, el clásico de dificultad, escritos por Bian Que, Hua Tuo y Zhang Zhong Jing.
La fama de Wang Shuhe, se debe fundamentalmente a la influencia de su obra Maijing, que es considerado el trabajo más influyente en el diagnóstico por el pulso de la medicina china tradicional.
El conjunto teórico elaborado por Wang fue el referente de la medicina desde la dinastía Han durante la que vivió, convirtiéndose en un texto básico para la enseñanza de la medicina durante la dinastía Tang (618 - 907), teniendo su apogeo desde la dinastía Song (960 - 1279 hasta la dinastía Ming (1368 - 1644). Su influencia trascendió las fronteras de China, apareciendo referencias al Maijing en el canon de medicina de Avicena, renombrado científico persa.
En 1313, Rashid-al-Din Hamadani, médico e historiador persa, incluyó una traducción del Maijing en su renombrada obra Jami al-Tawarikh.